# Cuzco (métro de Madrid)
Pour les articles homonymes, voir Cuzco (homonymie).
Cuzco est une station de la ligne 10 du métro de Madrid, en Espagne. Elle est située en dessous de la Place de Cuzco (es).

## Histoire
La station a été inaugurée le 10 juin 1982. Elle faisait à l'origine partie de la ligne 8 avant d'être intégrée à la ligne 10 en janvier 1998.

## Services aux voyageurs

### Desserte

Installations et desserte
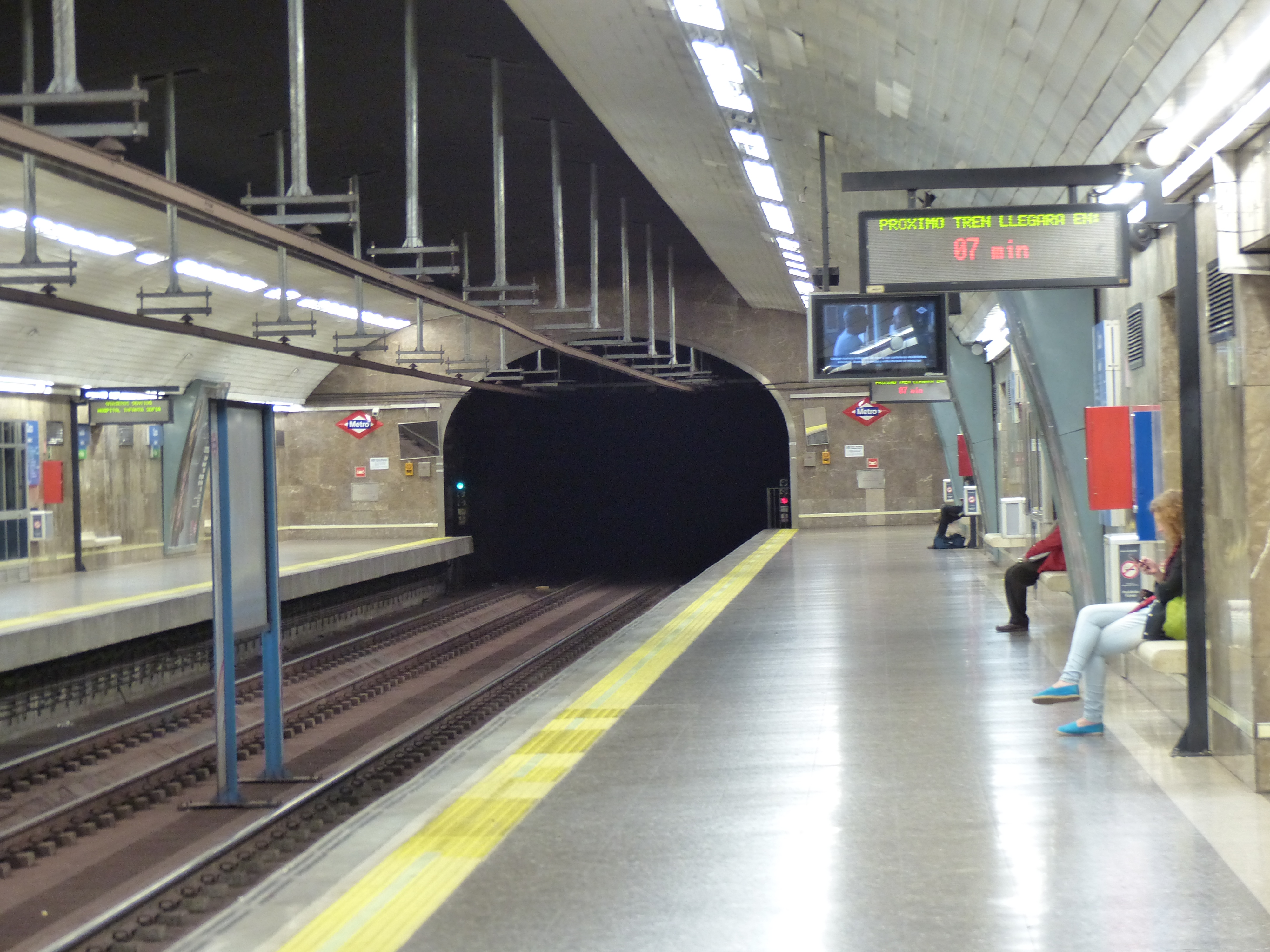
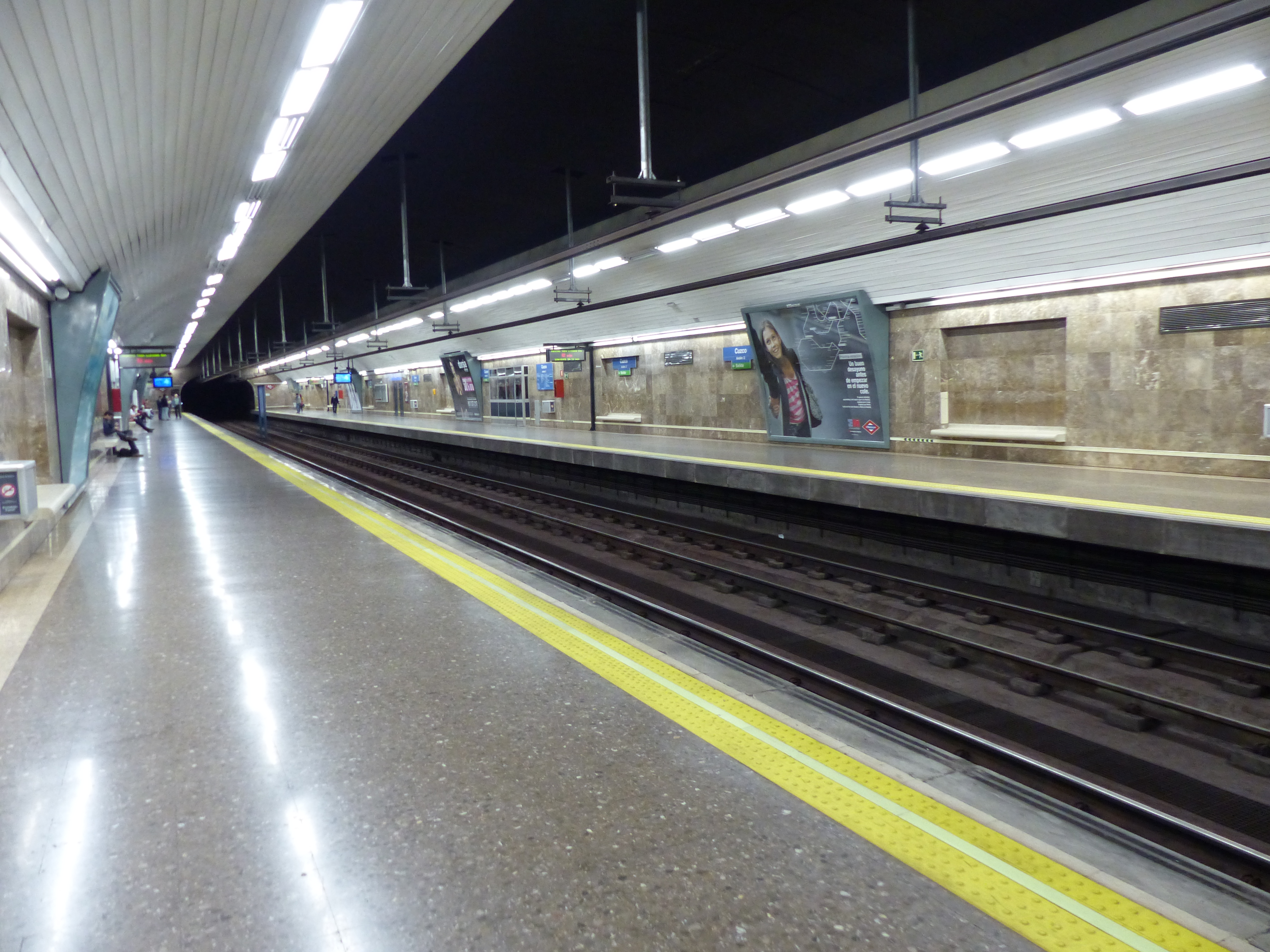
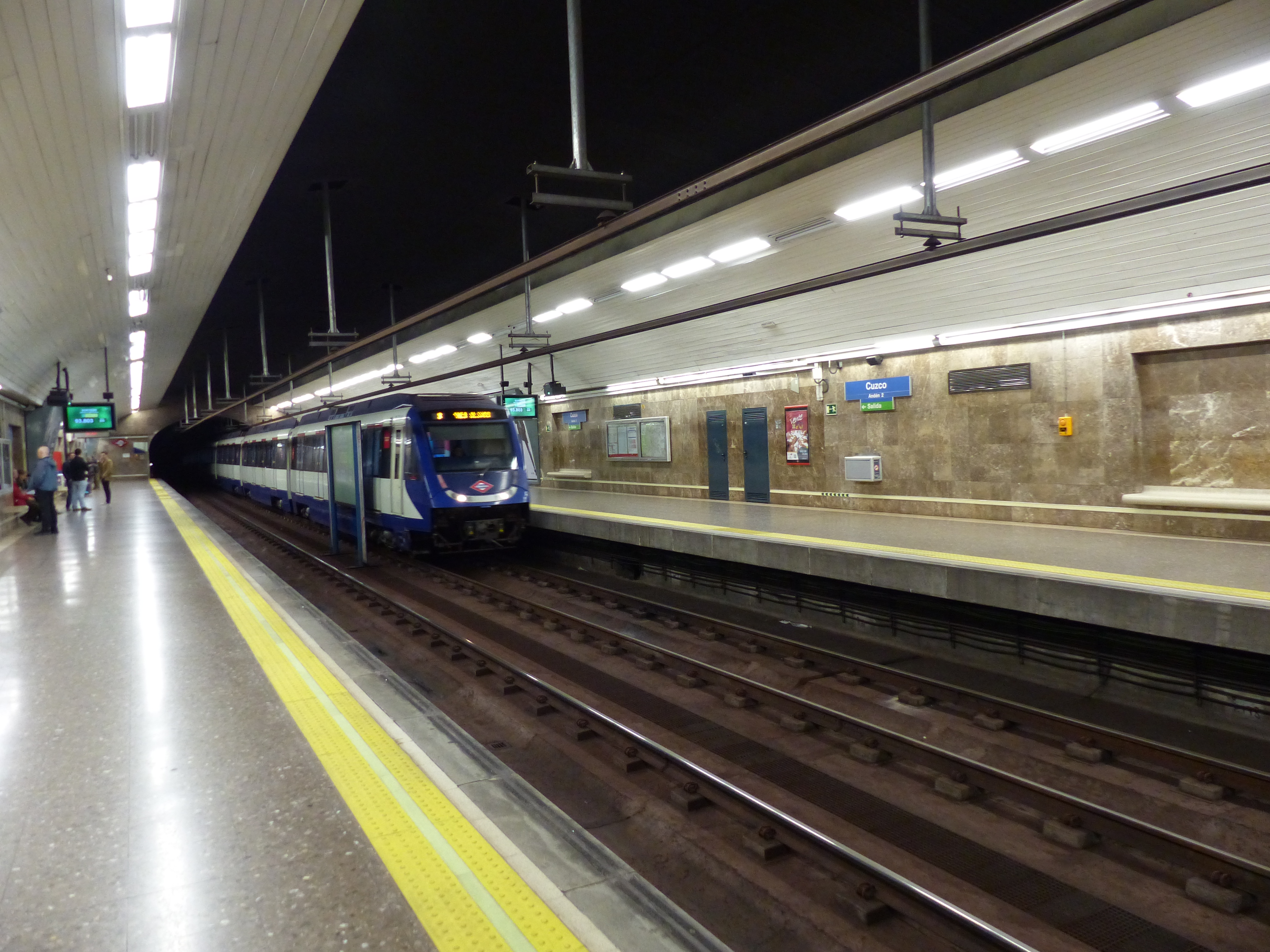